# Seleção Queniana de Futebol
A Seleção Queniana de Futebol representa o Quênia nas competições de futebol da FIFA. É regida pela Federação de Futebol do Quênia (FKF). Ela é filiada à FIFA, à CAF e à CECAFA.
Nunca obteve classificação para uma Copa do Mundo em sua história, tendo conquistado a vaga para a Copa das Nações Africanas em cinco oportunidades. Não passou da primeira fase em nenhuma delas, além de ter desistido de participar das eliminatórias da edição de 1996.
Os únicos títulos do Quênia no futebol foram na Copa CECAFA, competição vencida pelos Harambee Stars por sete vezes (1975, 1981, 1982, 1983, 2002, 2013 e 2017).
A seleção chegou a ser suspensa pela FIFA por conta de interferências do governo queniano em seu futebol, em 2004 e 2006. A FIFA cancelou as punições posteriormente.

## Campanhas do Quênia em Copas do Mundo
De 1934 a 2018: não se classificou

## Títulos
| CONTINENTAIS | CONTINENTAIS | CONTINENTAIS | CONTINENTAIS                              |
|              | Competição   | Vezes        | Ano                                       |
| ------------ | ------------ | ------------ | ----------------------------------------- |
|              | Copa CECAFA  | 7            | 1975, 1981, 1982, 1983, 2002, 2013 e 2017 |